# Ellen Johnson-Sirleaf
Ellen Johnson-Sirleaf (Monrovia, 1938. október 29. –), Libéria köztársasági elnöke, Afrika első választott női államfője és Libéria első választott női elnöke. Ő a második női fekete államfő a világon és a második női vezetője Libériának Ruth Perry után (aki egy hatalomátvétel során kapott hatalmat). A libériai választási bizottság 2005. november 23-án jelentette be választási győzelmét a 2005-ös libériai választások után.
Október 7-én jelentették be, hogy a 2011-es Nobel-békedíjat Ellen Johnson-Sirleaf, Leymah Gbowee libériai békeaktivista és Tavakkul Karmán jemeni jogvédő részére ítélték oda megosztva a nők jogainak védelméért.